# Nakagawa Hiroto (2000)
Nakagawa Hiroto (sinh ngày 25 tháng 5 năm 2000) là một cầu thủ bóng đá người Nhật Bản.

## Sự nghiệp câu lạc bộ
Nakagawa Hiroto hiện đang chơi cho Ehime FC.